# Протипаркінсонічні препарати

Леводопа — один із найрозповсюдженіших протипаркінсонічних препаратів

Протипаркінсонічні препарати — група лікарських засобів, які застосовуються для лікування хвороби Паркінсона та вторинного паркінсонізму різного походження.

## Класифікація

Амантадин — протипаркінсонічний препарат з групи інгібіторів NMDA-рецепторів

Протипаркінсонічні препарати поділяються на 5 основних підгруп:
1. ДОФА (дигідрофенілаланін) та його похідні. До цієї групи належить леводопа, яка застосовується натепер виключно в комбінації з інгібітором декарбоксилази карбідопою (леводопа/карбідопа) або бенсеразидом, або з інгібітором катехол-О-метилтрансферази (ентакапон, толкапон).
2. Агоністи дофаміну. До цієї групи відносяться ропінірол, праміпексол, пірибедил, ротиготин, бромокриптин, лізурид, каберголін, перголід.
3. Інгібітори моноамінооксидази типу В. До препаратів цієї групи відносяться селегілін і разагілін.
4. Похідні адамантану. З препаратів цієї групи натепер застосовується переважно лише амантадин, вкрай рідко застосовується глудантан.
5. Антихолінергічні засоби. До препаратів цієї групи відносяться тригексифенідил і біпериден, рідше застосовуються також тропацин, бензатропіну мезилат, когентин, динезин, орфенадрин.

## Історія застосування

Скополамін — історично перший протипаркінсонічний препарат

Історично першими засобами для лікування паркінсонізму були холінолітичні препарати. Ще на початку ХІХ століття Жан-Мартен Шарко лікував паркінсонізм алкалоїдом блекоти скополаміном. У 50-х роках ХІХ століття отриманий гідрохорид кораміфену — парпаніт. Проте ці препарати спричинювали значну кількість побічних ефектів, тому подальше вивчення перебігу захворювання спричинило пошук більш ефективних та безпечних препаратів з групи холінолітиків для лікування паркінсонізму. У 1949 році уперше синтезований тригексифенідил, який і є натепер найрозповсюдженішим протипаркінсонічним препаратом з групи холінолітиків, а в 1953 році в Німеччині синтезований біпериден.
У 50-х роках ХХ століття шведський науковець Арвід Карлссон дослідив, що введення похідного дигідрофенілаланіну леводопи тваринам із резерпін-індукованим паркінсонізмом зменшує прояви захворювання. На початку 60-х років ХХ століття австрійський лікар українського походження Олег Горникевич після встановлення факту різкого зниження рівня дофаміну в мозку хворих паркінсонізмом, разом із неврологом Вальтером Біркмаєром виявили, що внутрішньовенне введення леводопи значно знижує симптоми паркінсонізму у хворих людей. Подальші дослідження леводопи проводив грецько-американський учений Джордж Котціас, який довів, що ефективним при паркінсонізмі є призначення високих доз препарату, оскільки 98 % леводопи метаболізуються в організмі та не доходять до основної точки прикладання препарату в головному мозку. Після цих досліджень, результати яких опубліковані в 1967 році, розпочалось широке застосування леводопи у клінічній практиці. Одночасно розпочались дослідження препаратів, які б могли в комбінації з леводопою знизити кількість прийнятої леводопи, а також знизити кількість побічних ефектів леводопи при зменшенні її дози. Першим був синтезований інгібітор декарбоксилази ароматичних амінокислот бенсеразид, а в 1962 році у лабораторії компанії «Merck & Co.» синтезований другий представник групи інгібіторів декарбоксилази ароматичних амінокислот карбідопа. У клінічних дослідженнях, результати яких були опубліковані в 1971 році, показано, що сумісне застосування леводопи і карбідопи значно знижує ефективну дозу леводопи, та значно знижує кількість її побічних ефектів, після чого розпочалось широке клінічне застосування комбінації леводопи з карбідопою. леводопа також може застосовуватися у вигляді трикомпонентних препаратів з карбідопою та з інгібітором катехол-О-метилтрансферази ентакапоном.
Після встановлення факту зниження рівня дофаміну в структурах головного мозку у хворих паркінсонізмом для лікування захворювання розпочали застосовуватися стимулятори дофамінових рецепторів. У 1965 році синтезований у лабораторії компанії «Sandoz» бромокриптин, який застосовується у клінічній практиці з 1968 року. на початку 80-х років ХХ століття у лабораторії італійської компанії «Farmitalia-Carlo Erba» синтезований подібний за хімічним складом та механізмом дії препарат каберголін, який запатентований компанією у 1982 році. У 1969 році синтезований пірибедил, який застосовується у клінічній практиці з початку 70-х років ХХ століття.
Серед протипаркінсонічних препаратів виділяється підгрупа інгібіторів моноамінооксидази типу В. Перший протипаркінсонічний препарат із цієї підгрупи селегілін синтезований на початку 60-х років ХХ століття в Угорщині в лабораторії фірми «Chinoin», яка запатентувала його в 1962 році.
У 60-х роках ХХ століття у США синтезоване похідне адамантану амантадин, який належить до групи інгібіторів NMDA-рецепторів. Амантадин спочатку застосовувався як противірусний препарат, переважно як засіб проти вірусу грипу. Проте під час його застосування виявлено, що препарат зменшує більшість симптомів паркінсонізму. Після встановлення цього факту амантадин розпочали застосовувати переважно як протипаркінсонічний засіб. Рідше з препаратів цієї групи застосовується глудантан.

## Застосування

Тригексифенідил — сучасний протипаркінсонічний препарат з групи холінолітиків

Ропінірол — протипаркінсонічний препарат з групи агоністів дофамінових рецепторів

Натепер базовим препаратом для лікування паркінсонізму залишається леводопа, яка вважається «золотим стандартом» лікування паркінсонізму. Леводопа зменшує більшість симптомів паркінсонізму — ригідність, гіпокінезію, тремор, дисфагію, слинотечію, а також збільшує об'єм рухів та відновлює здатність до концентрації уваги. Оскільки майже вся ендогенна леводопа (98 %) метаболізується в організмі до дофаміну, який не проникає через гематоенцефалічний бар'єр, тому препарат застосовується або з інгібітором декарбоксилази (карбідопа, бенсеразид), або з інгібітором катехол-О-метилтрансферази (ентакапон). Проте тривале застосування леводопи спричинює появу у хворих не лише характерних побічних ефектів препарату, зокрема нудоту і блювання, але й появу неврологічних побічних ефектів — моторних флуктуацій та дискінезій, часткове зменшення яких спостерігається при застосуванні пролонгованих форм леводопи з інгібіторами декарбоксилази. Для усунення побічних ефектів леводопи часто застосовуються агоністи дофамінових рецепторів. Початково з цією метою застосовувались бромокриптин та каберголін, проте натепер ці препарати застосовуються для лікування паркінсонізму рідше. Частіше, в тому числі як для усунення побічних ефектів леводопи, так і як самостійні препарати для лікування паркінсонізму застосовуються інші агоністи дофамінових рецепторів — ропінірол, пірибедил та праміпексол. У вигляді трансдермальної терапевтичної системи застосовується також інший препарат з групи агоністів дофамінових рецепторів ротиготин.
Частіше на пізніх стадіях захворювання, разом із леводопою, застосовуються інгібітори моноамінооксидази типу В селегілін і разагілін. При їх застосуванні разом із леводопою спостерігається значне підвищення вмісту дофаміну та інших медіаторних амінів у тканинах мозку. Також ці препарати є ефективними як у початковій стадії захворювання, так і при вторинному паркінсонізмі.
Для лікування паркінсонізму, переважно в хворих молодшого віку застосовується похідне адамантану амантадин. За механізмом дії він належить до групи інгібіторів NMDA-рецепторів, він також стимулює експресію D2-дофамінових рецепторів в смугастому тілі та має антихолінергічний ефект. Амантадин більшою мірою знижує м'язовий тонус, більше діє на скованість та підвищує активність і рухливість, проте менше впливає на тремор. Також препарат засосовується для лікування екстрапірамідних побічних ефектів нейролептиків, для підвищення здатності зосереджувати увагу в посткоматозних станах різної етіології під час лікування в стаціонарі, а також для зняття акінетичних кризів — важкого загострення паркінсонізму, при якому виникає небезпека зупинки дихання та асфіксії. Рідше з похідних адамантану при паркінсонізмі застосовується глудантан.
Історично першими протипаркінсонічними препаратами були холінолітичні засоби. Натепер найчастіше з препаратів цієї групи застосовуються тригексифенідил і біпериден. Ці препарати застосовуються для зменшення периферичних холінергічних проявів, зокрема тремору, слинотечі, гіпергідрозу, дещо зменшують також ригідність м'язів та уповільнення рухів (брадикінезію). Холінолітичні препарати застосовуються також для лікування неврологічних та вегетативних порушень, спричинених застосуванням нейролептиків або інших антипсихотичних препаратів. При застосуванні тригексифенідилу спостерігається більша кількість побічних ефектів, спричинених холінолітичною дією, ніж при застосуванні біперидену.

## Побічна дія
Найчастішими побічними ефектами при застосуванні леводопи є побічні явища, спричинені збільшенням концентрації у крові дофаміну, який є основним метаболітом леводопи. Спочатку в хворих з'являються нудота і блювання, пізніше з'являються рухові флуктуації та дискінезії. Частими побічними явищами при застосуванні леводопи є побічні ефекти з боку нервової системи та психічні порушення, зокрема атаксія, астенія, дезорієнтація, оніміння кінцівок, кошмари, галюцинації, параноїдальне мислення, депресія, деменція, пристрасть до азартних ігор та злоякісний нейролептичний синдром.
При застосуванні холінолітичних препаратів найчастішими побічними ефектами є симптоми, спричинені антихолінергічною дією препаратів. Частіше ці побічні явища виникають при застосуванні тригексифенідилу, дещо рідше при застосуванні біперидену. Найчастішими побічними явищами холінолітиків є сухість у роті, запор, порушення акомодації, тахікардія, запаморочення, підвищення внутрішньоочного тиску, затруднення сечопуску.
При застосуванні похідних адамантану найчастішими побічними ефектами є неспокій, набряки гомілок, непостійне запаморочення, зорові ілюзії та поява мармурового забарвлення шкіри нижніх кінцівок.
При застосуванні агоністів дофамінових рецепторів найчастішими побічними ефектами є поява психічних порушень, зокрема лудоманії, галюцинацій,, агресії, гіперсексуальності, марення. Важким побічним ефектом деяких агоністів дофамінових рецепторів є розвиток фіброзу легень, перикарду або заочеревинного простору.
При застосуванні інгібіторів моноамінооксидази побічні ефекти спостерігаються рідко, найчастішими з них є головний біль, шкірний висип, нудота, тривожність, галюцинації, аритмії.